# Championnats d'Europe de char à voile 1991
Navigation
1990 1992
Les 29e championnats d'Europe de char à voile 1991, organisés par le pays hôte sous l'égide de la fédération internationale du char à voile, se sont déroulés à Dunkerque dans le département du Nord en France,.

## Podium
| Épreuve  | Or               | Argent                | Bronze                 |
| -------- | ---------------- | --------------------- | ---------------------- |
| Classe 2 | Henri Demuysere  | Pascal Demuysere      | Serge Asseman          |
| Classe 3 | Bertrand Lambert | Hans Werner Eickstädt | Bruno Berry            |
| Classe 5 | Mark White       | Michel Jacq           | Jean Philippe Krischer |

| Épreuve  | Or                    | Argent       | Bronze        |
| -------- | --------------------- | ------------ | ------------- |
| Classe 5 | Caroline Saint Venant | Paula Arnold | Anne Lefebvre |

## Tableau des médailles par nation
| Rang | Nation      | Or | Argent | Bronze | Total |
| ---- | ----------- | -- | ------ | ------ | ----- |
| 1    | France      | 1  | 1      | 2      | 4     |
| 1    | Belgique    | 1  | 1      | 1      | 3     |
| 1    | Royaume-Uni | 1  | -      | -      | 1     |
| 4    | Allemagne   | -  | 1      | -      | 1     |

| Rang | Nation      | Or | Argent | Bronze | Total |
| ---- | ----------- | -- | ------ | ------ | ----- |
| 1    | France      | 1  | -      | 1      | 2     |
| 2    | Royaume-Uni | -  | 1      | -      | 1     |